# Onsong
Onsong (Hán Việt: Ổn Thành) là một huyện của tỉnh Hamgyong Bắc tại Cộng hòa Dân chủ Nhân dân Triều Tiên. Huyện nằm ven bờ sông Đồ Môn và bên kia sông là khu tự trị Diên Biên của Trung Quốc. Huyện được khẳng định là nơi từng có trại tập trung Onsong song nay đã đóng cửa. Đây là điểm cực bắc của bán đảo Triều Tiên.

## Lịch sử
Onsong là một trong lục trấn (tiếng Triều Tiên: 육진; Hancha: 六鎭) được hình thành dưới thời vua Triều Tiên Thế Tông (1418–1450) để bảo vệ người dân của mình trước các cuộc xâm lược của người Hán và người Mãn du mục ở Mãn Châu.

### Trại tập trung
Sau khi Onsong thuộc quyền kiểm soát của chính quyền CHDCND Triều Tiên năm 1948, huyện này từng có một trại tập trung ở khu lao động Changpyong, giam giữ khoảng 15,000 tù nhân chính trị. Mặc dù có rất ít thông tin về trại, hai người đào thoát khỏi Bắc Triều Tiên cáo buộc chính quyền đã đàn áp đẫm máu một cuộc bạo loạn lớn vào tháng 5 năm 1987 ở trại này. Theo lời khai của Ahn Myong-chol, một cựu lính canh tại một trại tương tự, và Mun Hyon-il, một người dân từng sống gần đó, cuộc bạo loạn bắt đầu khi một tù nhân chính trị tại trại đã đánh chết một lính canh để phản đối các hình phạt tra tấn tàn bạo; sau đó anh ta được 200 tù nhân khác hưởng ứng, và tại hiện trường họ đã đánh chết thêm một lính canh khác. Vào lúc đỉnh điểm của cuộc bạo loạn, khoảng 5,000 tù nhân đã công khai nổi dậy.
Được tiếp ứng từ một trại thứ hai gần đó, theo lời kể của những người đào tẩu, các lính canh đã tiến hành nổ súng vào những kẻ bạo loạn bằng súng máy. Báo cáo về số lượng người chết khác nhau; cả hai người đào thoát kể là tất cả những kẻ bạo loạn đều bị xử tử, trong khi một người đào thoát thứ ba trước đó liên quan đến các dịch vụ an ninh của Triều Tiên cho rằng số người bị xử tử chỉ khoảng một phần ba.
Trại đã bị đóng cửa vào năm 1989, một quyết định được cho là vì nằm quá gần biên giới với Trung Quốc. Các tù nhân sau đó được chuyển đến trại tập trung ở Hoeryong.

## Địa lí
Onsong nằm dọc theo sông Đồ Môn, tạo thành biên giới tự nhiên với Trung Quốc. Về phía bắc của Onsong là tỉnh Cát Lâm, Trung Quốc. Onsong là điểm cực bắc của bán đảo Triều Tiên với điểm xa nhất là 43°0'39″ B. Trấn Lương Thủy (tiếng Triều Tiên: 량수진; Hancha: 凉水鎮) của huyện Đồ Môn, Diên Biên là đô thị Trung Quốc gần nhất của huyện.
Địa hình Onsong chủ yếu là đồi núi, mặc dù cũng có một phần là bình nguyên bằng phẳng. Huyện có khí hậu lục địa và là nơi có mùa đông dài nhất tại Triều Tiên, ngoại trừ cao nguyên Kaema. Đỉnh cao nhất là Yŏndubong.

## Kinh tế
Do địa hình, đất đai Onsong không phù hợp để phát triển nông nghiệp. Song nơi đây lại có tỷ lệ các cánh đồng canh tác cạn lớn hơn bất kỳ nơi nào ở tỉnh Hamgyong Bắc. Khai thác gỗ phổ biển ở lưu vực sông Đồ Môn. Huyện cũng có mỏ than nâu.

## Giao thông
Onsong có hệ thống đường bộ và đường sắt. Vào mùa đông, có thể đi bộ qua sông Đồ Môn để sang địa phận Trung Quốc vì mặt sông đóng băng.

## Dân cư
Năm 2008, dân số toàn huyện Onsong là 127,893 người (60.905 nam và 66.988 nữ), trong đó, dân cư đô thị là 91.868 người (71,8%) còn dân cư nông thôn là 36.025 người (28,2%).

## Phân cấp hành chính
Huyện Onsŏng được chia thành 1 thị trấn ("Ŭp"), 10 khu lao động ("Rodongjagu") và 15 làng ("Ri"):
|                         | Chosŏn'gŭl   | Hancha       |
| ----------------------- | ------------ | ------------ |
| Onsŏng-ŭp               | 온성읍       | 穩城邑       |
| Chongsŏng-rodongjagu    | 종성로동자구 | 鍾城勞動者區 |
| Chuwŏl-lodongjagu       | 주원로동자구 | 周原勞動者區 |
| Ch'angp'yŏng-rodongjagu | 창평로동자구 | 蒼坪勞動者區 |
| Namyang-rodongjagu      | 남양로동자구 | 南陽勞動者區 |
| Ont'al-lodongjagu       | 온탄로동자구 | 穩炭勞動者區 |
| P'ung'il-lodongjagu     | 풍인로동자구 | 豊仁勞動者區 |
| Sambong-rodongjagu      | 삼봉로동자구 | 三峰勞動者區 |
| Sanghwa-rodongjagu      | 상화로동자구 | 上和勞動煮區 |
| Sansŏng-rodongjagu      | 산성로동자구 | 山城勞動者區 |
| Tongp'o-rodongjagu      | 동포로동자구 | 東浦勞動者區 |
| Chungsal-li             | 증산리       | 甑山里       |
| Hasambong-ri            | 하삼봉리     | 下三峰里     |
| Hyangdang-ri            | 향당리       | 香堂里       |
| Kangal-li               | 강안리       | 江岸里       |
| Misal-li                | 미산리       | 美山里       |
| P'ungch'ŏl-li           | 풍천리       | 豊川里       |
| P'unggye-ri             | 풍계리       | 豊溪里       |
| P'ungha-ri              | 풍하리       | 豊利里       |
| P'ungsŏ-ri              | 풍서리       | 豊西里       |
| Ryongnam-ri             | 룡남리       | 龍南里       |
| Sesŏl-li                | 세선리       | 世仙里       |
| Turubong-ri             | 두루봉리     |              |
| Un'am-ri                | 운암리       | 雲岩里       |
| Wangjaesal-li           | 왕재산리     |              |
| Yŏnggang-ri             | 영강리       | 永江里       |